# ジュリアン・ドーズ
ジュリアン・ドーズ（Julian Dawes、1942年 - ）は、イギリスの作曲家。
バーミンガム大学、ロンドン芸術教育学校、オックスフォード演劇学校などで伴奏者・教師として活動。
作曲家としてコンサート音楽、劇音楽、ドキュメンタリー映画やテレビの音楽など様々な作品を書いている。コンサート音楽には2曲の協奏曲があり、その1つは2002年にドイツのシュヴァインフルトで行われた国際マンドリンコンクールからの委嘱されたマンドリン協奏曲である。またホロコーストをテーマにした歌曲「灰の歌」はイスラエルで放送され賞賛を受けた。他に「モーセの死」などのカンタータがある。

## 主な作品

### カンタータ
- モーセの死
- ルツ

### 管弦楽
- エレジー～ヴァイオリンと弦楽のための
- 協奏曲～マンドリンと弦楽のための
- 小バガテル～チェロと弦楽のための

### マンドリンオーケストラ
- ディヴェルティメント

### 室内楽
- ソナタ～フルートとハープシコードのための
- 組曲～マンドリンとピアノのための
- ソナチネ～フレンチホルンとピアノのための
- 9つのインヴェンション～アルトサックスとヴァイオリンのための